# Ciclo de abuso
El ciclo de abuso     es una teoría del ciclo social desarrollada en 1979 por Lenore E. Walker para explicar los patrones de comportamiento en una relación abusiva. El término también se usa de forma más general para describir cualquier conjunto de condiciones que perpetúan las relaciones abusivas y disfuncionales, como las prácticas de crianza abusivas que tienden a transmitirse. Walker utilizó el término de forma más específica para describir los patrones cíclicos de calma, violencia y reconciliación dentro de una relación abusiva. Los críticos sugieren que la teoría se basó en criterios de investigación inadecuados y, por lo tanto, no puede generalizarse.

## Resumen
Lenore E. Walker entrevistó a 1500 mujeres que habían sufrido violencia doméstica y descubrió un patrón similar de abuso, denominado "ciclo de abuso". Inicialmente, Walker propuso que el ciclo de abuso describía el comportamiento patriarcal controlador de los hombres que se sentían con derecho a abusar de sus esposas para mantener el control sobre ellas. Utilizó los términos "ciclo de maltrato" y "síndrome de la mujer maltratada". Términos como "ciclo de abuso" se han utilizado en su lugar por diferentes razones: para mantener la objetividad; porque el ciclo de abuso no siempre conduce al maltrato físico; porque los síntomas del síndrome se han observado en hombres y mujeres, y no se limitan al matrimonio y las citas. De igual manera, Dutton (1994) escribe: "La prevalencia de la violencia en las relaciones homosexuales, que también parecen atravesar ciclos de abuso, es difícil de explicar en términos de la dominación masculina sobre las mujeres".
El concepto de ciclo de abuso se utiliza ampliamente en los programas contra la violencia doméstica, especialmente en Estados Unidos. Los críticos han argumentado que la teoría es defectuosa ya que no se aplica tan universalmente como sugirió Walker, no describe con precisión ni completamente todas las relaciones abusivas y puede enfatizar presunciones ideológicas en lugar de datos empíricos.

## Fases
El ciclo   suele seguir el siguiente orden y se repite hasta que el conflicto cesa, generalmente mediante el abandono total de la relación por parte de la persona abusada o algún tipo de intervención. El ciclo puede repetirse cientos de veces en una relación abusiva, y su duración total puede variar desde unas pocas horas hasta un año o más. Sin embargo, la duración del ciclo suele disminuir con el tiempo, de modo que las etapas de "reconciliación" y "calma" pueden desaparecer, la violencia se intensifica y los ciclos se vuelven más frecuentes.

### 1: Tensión creciente
El estrés se acumula a partir de las presiones de la vida diaria, como conflictos por hijos, problemas matrimoniales, malentendidos u otros conflictos familiares. También se acumula como resultado de enfermedades, problemas legales o financieros, desempleo o catástrofes, como inundaciones, violaciones o guerras. Durante este período, el abusador se siente ignorado, amenazado, molesto o agraviado. Este sentimiento dura en promedio de minutos a horas, aunque puede durar hasta varios meses.
Para prevenir la violencia, la víctima puede intentar reducir la tensión mostrándose complaciente y cariñosa. Alternativamente, puede provocar al abusador para que termine el abuso, se prepare para la violencia o minimice el daño. Sin embargo, el abusador nunca está justificado para participar en un comportamiento violento o abusivo.

### 2: Incidente
Durante esta etapa, el abusador intenta dominar a su víctima. Se producen estallidos de violencia y abuso, que pueden incluir abuso verbal y abuso psicológico.
En la violencia de pareja, los hijos se ven afectados negativamente por haber presenciado la violencia, y la relación de pareja también se deteriora. La liberación de energía reduce la tensión, y el abusador puede sentir o expresar que la víctima se lo merecía.

### 3: Reconciliación
El agresor puede comenzar a sentir remordimiento, culpa o temor a que su pareja lo abandone o llame a la policía. La víctima siente dolor, miedo, humillación, falta de respeto, confusión y puede sentirse erróneamente responsable.
Caracterizada por el afecto, las disculpas o, alternativamente, la ignorancia del incidente, esta fase marca un aparente fin de la violencia, con garantías de que nunca volverá a ocurrir o de que el abusador hará todo lo posible por cambiar. Durante esta etapa, el abusador puede sentir o afirmar sentir un remordimiento y una tristeza abrumadores. Algunos abusadores se alejan de la situación sin apenas comentarios, pero la mayoría acabará colmando de amor y afecto a la persona sobreviviente. El abusador puede recurrir a la autolesión o a amenazas de suicidio para ganarse la compasión o impedir que la persona sobreviviente abandone la relación. Los abusadores suelen ser tan convincentes, y las personas sobreviviente están tan ansiosas por que la relación mejore, que las personas sobrevivientes (a menudo agotadas y confundidas por el abuso prolongado) permanecen en la relación.

### 4: Calma
Durante esta fase (que a menudo se considera parte de la fase de luna de miel/reconciliación), la relación es relativamente tranquila y pacífica. Durante este período, el abusador puede acceder a terapia, pedir perdón y crear un ambiente de normalidad. En las relaciones de pareja, el abusador puede comprar regalos o la pareja puede tener relaciones sexuales apasionadas. Con el tiempo, las disculpas y las peticiones de perdón del abusador se vuelven menos sinceras y generalmente se formulan para evitar la separación o la intervención. Sin embargo, inevitablemente surgirán dificultades interpersonales, lo que conduce de nuevo a la fase de acumulación de tensión. El efecto de este ciclo continuo puede incluir pérdida del amor, desprecio, angustia o discapacidad física. Las parejas pueden separarse, divorciarse o, en casos extremos, la muerte de alguien.

## Críticas
La teoría del ciclo de abuso de Walker se consideró un concepto revolucionario e importante en el estudio del abuso y la violencia interpersonal, pero un modelo útil que puede resultar simplista. Scott Allen Johnson desarrolló un ciclo de 14 etapas que desglosó aún más las etapas de generación de tensión, actuación y calma. En su modelo, la "escalada" o etapa de generación de tensión consta de seis etapas. Estas conducen a la agresión mediante la ejecución del plan de venganza, la conducta autodestructiva, la manipulación de la víctima y la agresión física o sexual propiamente dicha. A esto le siguen una sensación de alivio, miedo a las consecuencias, distracción y racionalización del abuso.
Donald Dutton y Susan Golant coinciden en que el ciclo de abuso de Walker describe las relaciones cíclicamente abusivas que estudiaron. No obstante, también señalan que su investigación inicial se basó casi en su totalidad en datos anecdóticos de un grupo bastante reducido de mujeres que se encontraban en relaciones violentas. La propia Walker escribió: «Estas mujeres no fueron seleccionadas al azar y no pueden considerarse una base de datos legítima a partir de la cual hacer generalizaciones específicas».